# Болдино (музей-заповедник)
Музей-заповедник А. С. Пушкина «Болдино» — литературный музей, размещённый в родовой усадьбе Пушкиных в селе Большое Болдино Нижегородской области, с которым связан один из самых плодотворных периодов творчества поэта — Болдинская осень. В состав музея-заповедника «Болдино» также входят Музей литературных героев «Повестей Белкина» в усадьбе Львовка в одноименном селе Большеболлдинского района.и музей А. С. Пушкина в Нижнем Новгороде.

## Географические сведения
Село Большое Болдино расположено в 170 км к юго-востоку от Нижнего Новгорода, в 90 км к северу от Саранска и в 38 км от железнодорожной станции Ужовка, на правом возвышенном берегу реки Азанка (приток Чеки). Расстояние по автодороге от Нижнего Новгорода (через Большое Мурашкино, Бутурлино, Гагино) составляет 205 км, от Саранска — 110 км. Между Большим Болдино и Москвой чуть больше 600 км. 

## История усадьбы

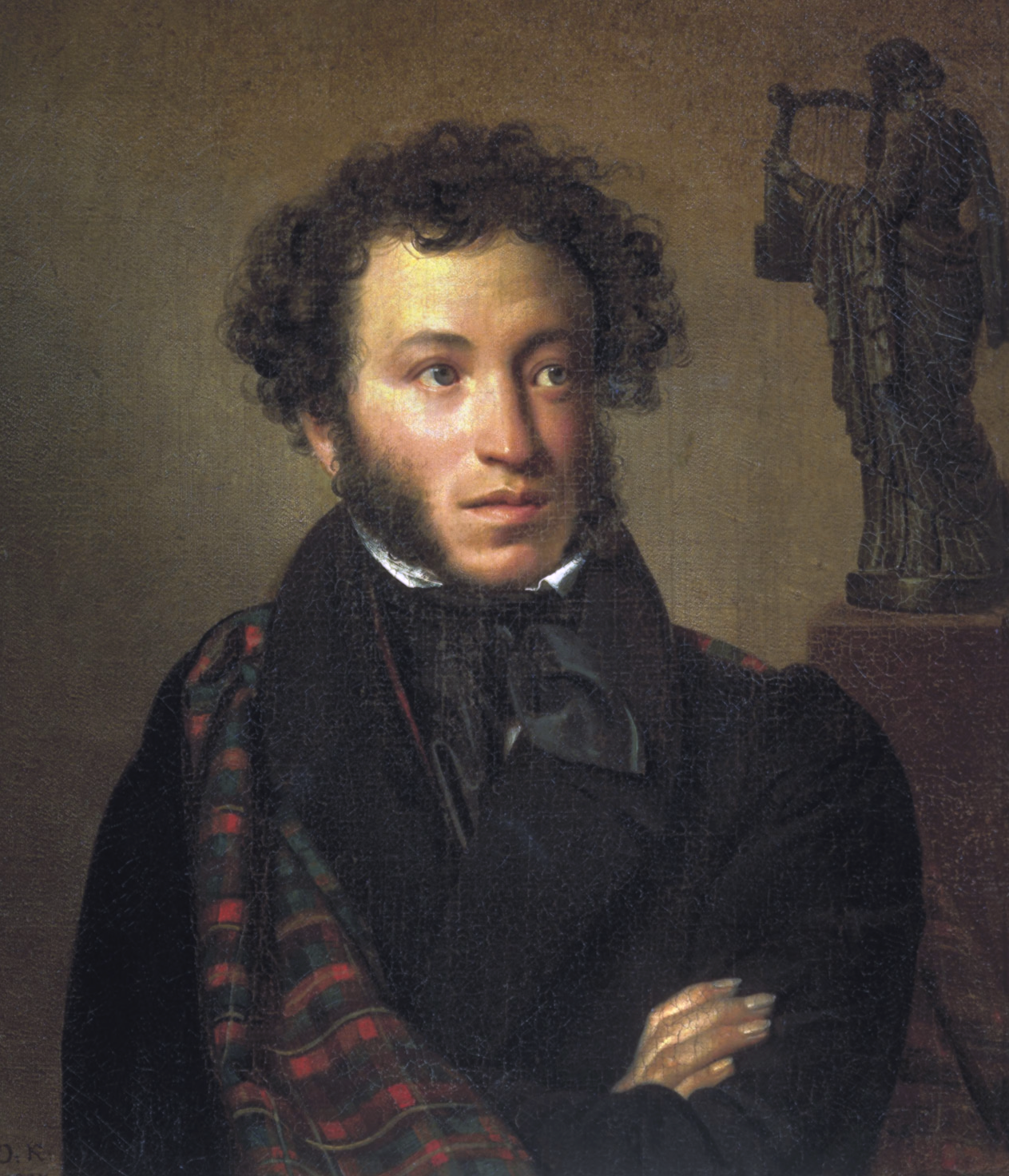
А. С. Пушкин

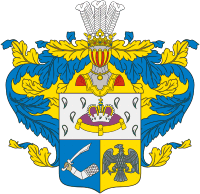
Герб Пушкиных.

Ранее местность была заселена мордовскими племенами, занимавшимися собирательством мёда диких пчёл — бортничеством. Это объясняет древнее название села — Забортники (село за бортным лесом), под которым оно впервые упоминается в писцовых документах 1585 года. 
Современное название села и одноимённого музейного комплекса, по одной из версий, имеет татарское происхождение — Ель Болдино, сокращённо Еболдино. По другой версии, название происходит от собственного мордовского имени Болдай. Первое упоминание Болдина встречается в исторических документах 1612 года. 
Село Большое Болдино и прилегающие к нему земли на протяжении более трёх веков принадлежали роду Пушкиных — одному из древнейших дворянских родов России. Пушкины владели болдинскими землями с XVI века. Первым владельцем был воевода Евстафий Михайлович Пушкин. В 1585 году за успешное ведение переговоров с польским королём Стефаном Баторием он получил Болдино во временное владение на срок «царевой службы». Его троюродный племянник Иван Фёдорович Пушкин за участие в Нижегородском ополчении (1611—1612 гг.) получил болдинские земли уже в потомственное владение (в вотчину).
В 1741 году имение перешло деду поэта Льву Александровичу. 
Помимо Болдина, Пушкиным принадлежали сельцо Кистенёво и деревушка Малое Болдино. В начале XIX века имение было разделено между Сергеем Львовичем и Василием Львовичем Пушкиными — отцом и дядей поэта.
В 1830 году отец передал Александру Сергеевичу Пушкину 200 душ крестьян в сельце Кистенёво в связи с предстоящей женитьбой поэта на Наталье Гончаровой. По этому поводу Александр Сергеевич впервые приехал в Болдино. Но в Нижегородской губернии началась эпидемия холеры, и поэт был вынужден задержаться в селе на три месяца. В дальнейшем Александр Сергеевич Пушкин приезжал в Болдинское имение в 1833 и 1834 годах (каждый раз осенью) и в общей сложности был там всего чуть более пяти месяцев, а написал практически половину своих произведений — около 70. Этот период в жизни Пушкина получил название Болдинская осень.
Последним владельцем села из рода Пушкиных был Лев Анатольевич, внучатый племянник поэта. В 1911 году болдинская усадьба была приобретена государством, на основании решения совета министров «О приобретении в собственность государства за 30 тысяч рублей, принадлежащего дворянам Пушкиным родового имения при селе Болдино Лукояновского уезда Нижегородской губернии…».
После революции в главном доме усадьбы была открыта четырёхлетняя школа, в вотчинной конторе до 1945 года работал детский сад. Усадебный парк пришёл в запустение. В 1930-х годах неоднократно поднимался вопрос о создании музея-заповедника. В 1937 году, в день столетия со дня смерти великого поэта, в Болдино была установлена мемориальная доска на барском доме. 20 июня 1944 года на заседании бюро Горьковского обкома ВКП(б) впервые рассматривался вопрос о реставрации пушкинского парка и организации Музея в селе. 
Наконец, в год 150-летия со дня рождения А. С. Пушкина, 18 июня 1949 года, в Болдино состоялось торжественное открытие музея. На протяжении последующих лет продолжалась работа по развитию и благоустройству музея-заповедника. В 1973—1974 годах в Горьковской области широко отмечалось 175-летие со дня рождения поэта.
В 1979—2000 годах сотрудником и директором музея в был Г. И. Золотухин, заслуженный работник культуры Российской Федерации (1996), лауреат Пушкинской премии.
В 1980—1990 годах под его руководством усадебный комплекс был полностью восстановлен. На исторических местах снова появились барская кухня, конюшня с каретником и амбаром, людская, баня. В этих строениях открыты выставки и экспозиции этнографического характера. К 200-летию со дня рождения Пушкина в Болдино восстановлена каменная церковь Успения. За два года до этого был открыт детский музей пушкинских сказок в домах церковного причта.
Сегодня историческая часть села является памятником культуры федерального значения.

## Музейный комплекс

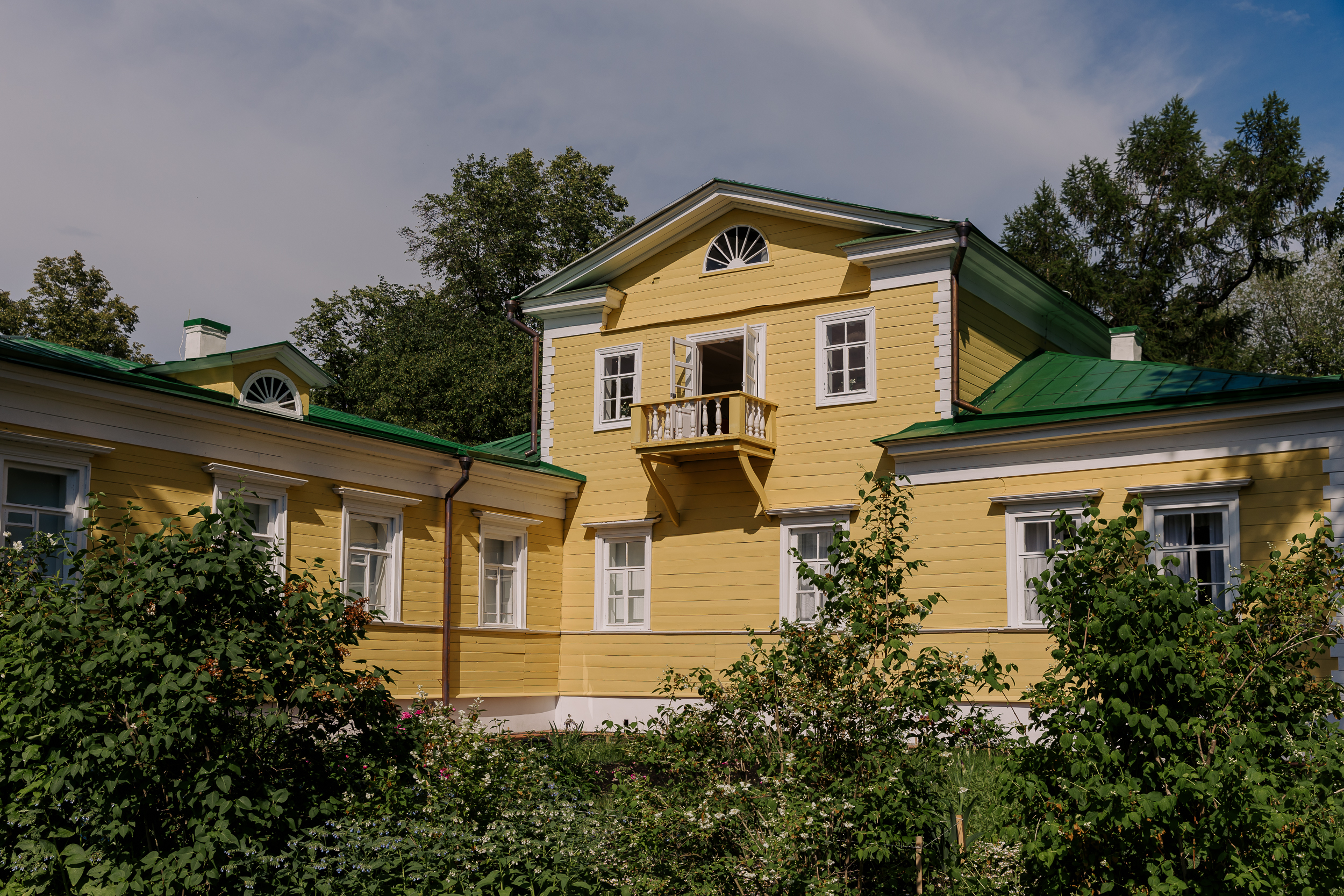
Барский дом болдинской усадьбы Пушкиных

### Господский дом
Господский дом усадьбы представляет собой деревянный особняк с мезонином.
За время своего существования здание неоднократно перестраивалось, но комнаты первого этажа, в которых проживал поэт во время своих визитов в Болдино, остались неизменными. Экспозиция комнат имеет подтверждённую документальную основу: сохранилась опись имения 1849 года с перечнем находящейся мебели, кроме того часть экспозиции была перевезена из другого болдинского имения Пушкиных — села Кистенёво.
В здании господского дома воссоздана обстановка 1830-х годов. Пушкин во время первых приездов занимал в доме 3 комнаты в парадной анфиладе: прихожая, зальце и кабинет.

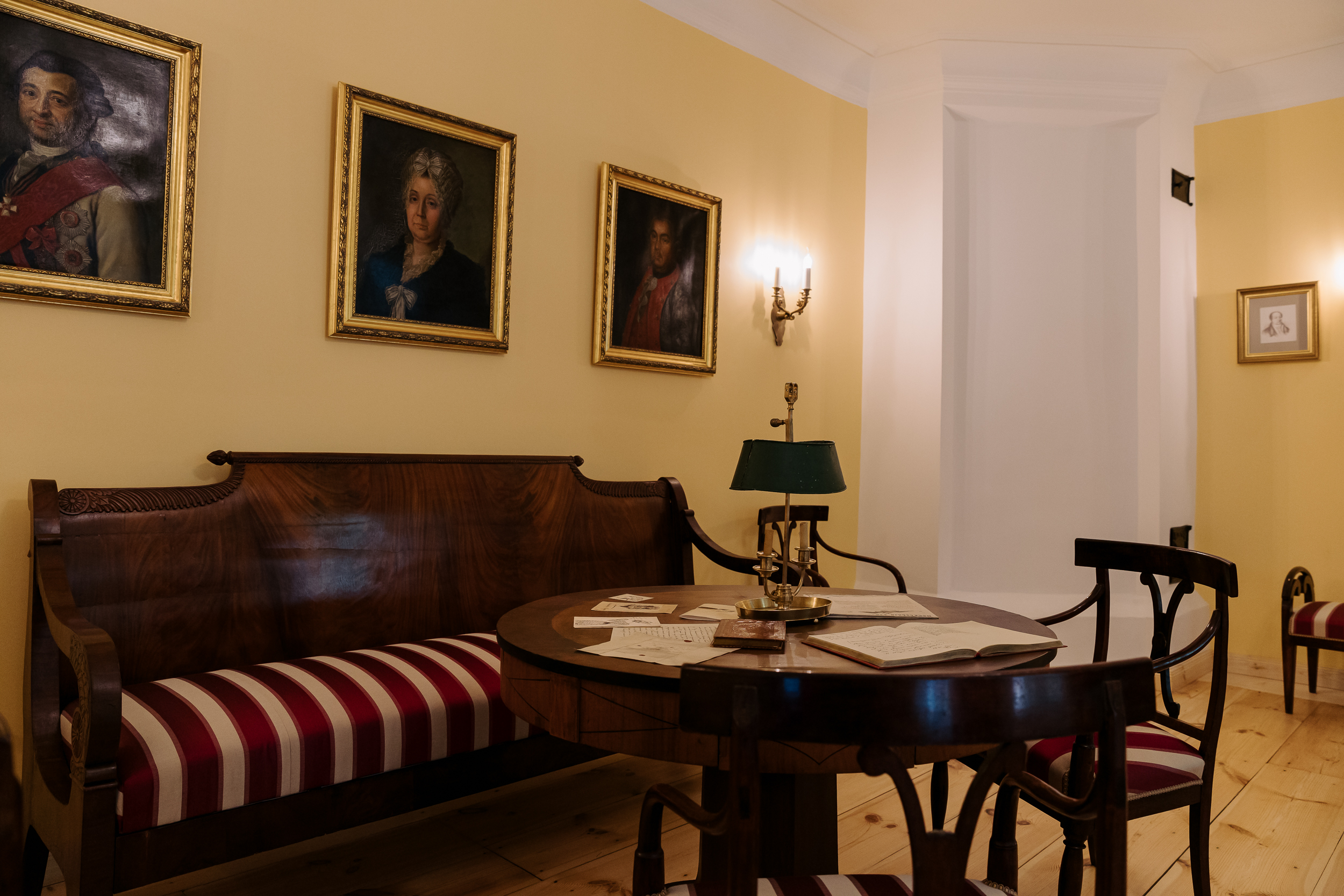
Самое просторное помещение в Господском доме — зальце — комната для приёма гостей

Самое просторное помещение в доме — зальце — комната, предназначенная для приёма гостей.
Интерьер комнаты довольно скромный — у стены, между двумя печами, диван, круглый стол и кресла.
Примечательна история мебели: некогда она была продана из усадебного дома арзамасскому купцу Вилянову, выходцу из Болдино, затем, пройдя сквозь череду владельцев, вновь вернулась в Болдино, в экспозицию музея.
На столе можно видеть копии документов Пушкинской эпохи: в Болдино Пушкин изучал историю своей родословной, и часть бумаг была передана поэту дядей Василием Львовичем. Эти документы Александр Сергеевич привёз с собой в Болдино.

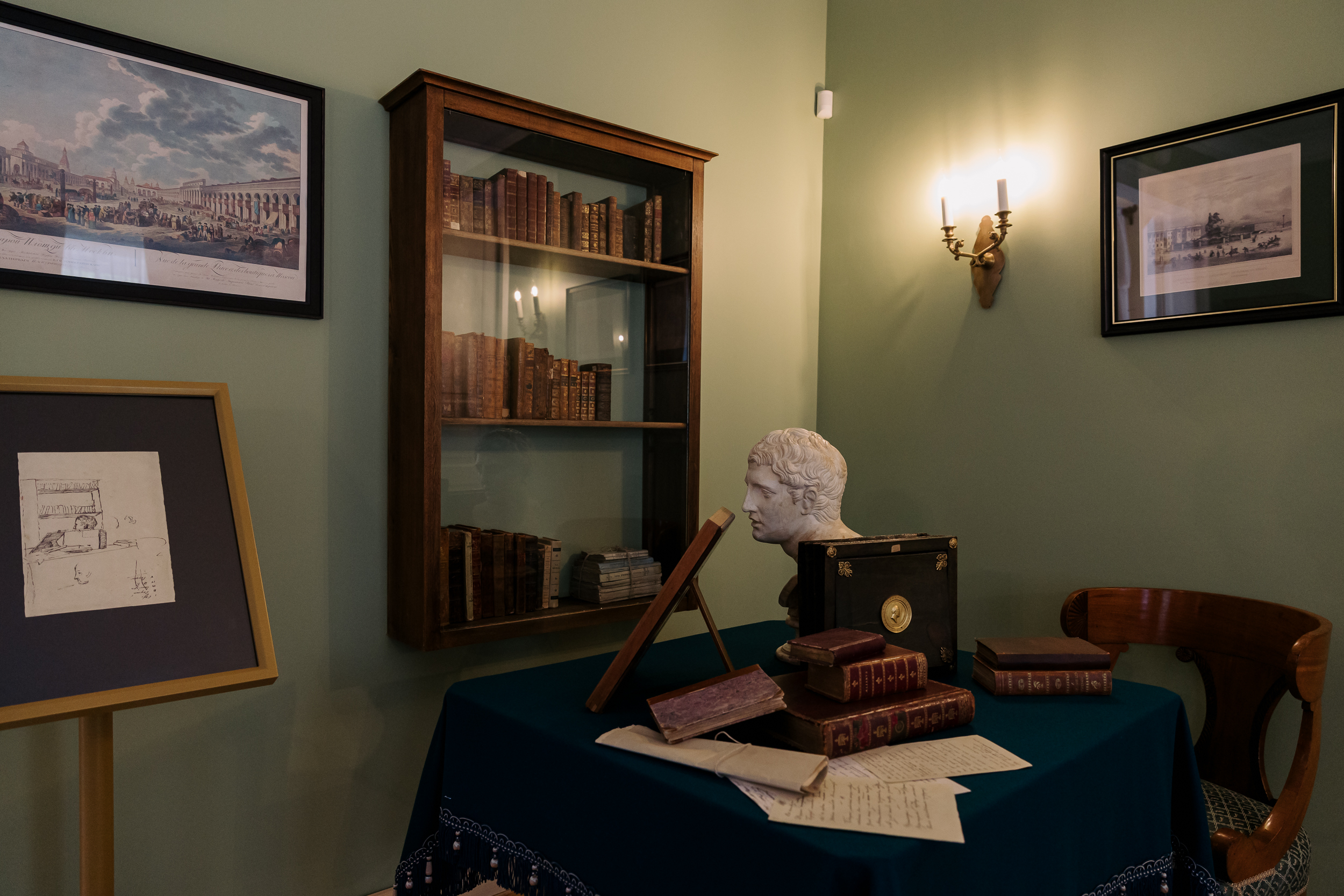
Кабинет, воссозданный по рисунку поэта.

Обосновавшись в Болдино во время первого визита в 1830 году, Пушкин устроил в одной из комнат барского дома кабинет.
Интерьер этой комнаты воссоздан по рисунку поэта и мало похож на кабинеты писателей XIX века: письменный стол отсутствует (вместо него стоит ломберный стол), напольные часы, кресла с кожаными сиденьями и два дивана.
В остальных комнатах музея устроена экспозиция, посвященная творчеству поэта в Болдино в 1830 и 1833 годах, а также выставка «В Болдино после Пушкина», рассказывающая о жизни усадьбы во второй половине XIX века.

### Вотчинная контора

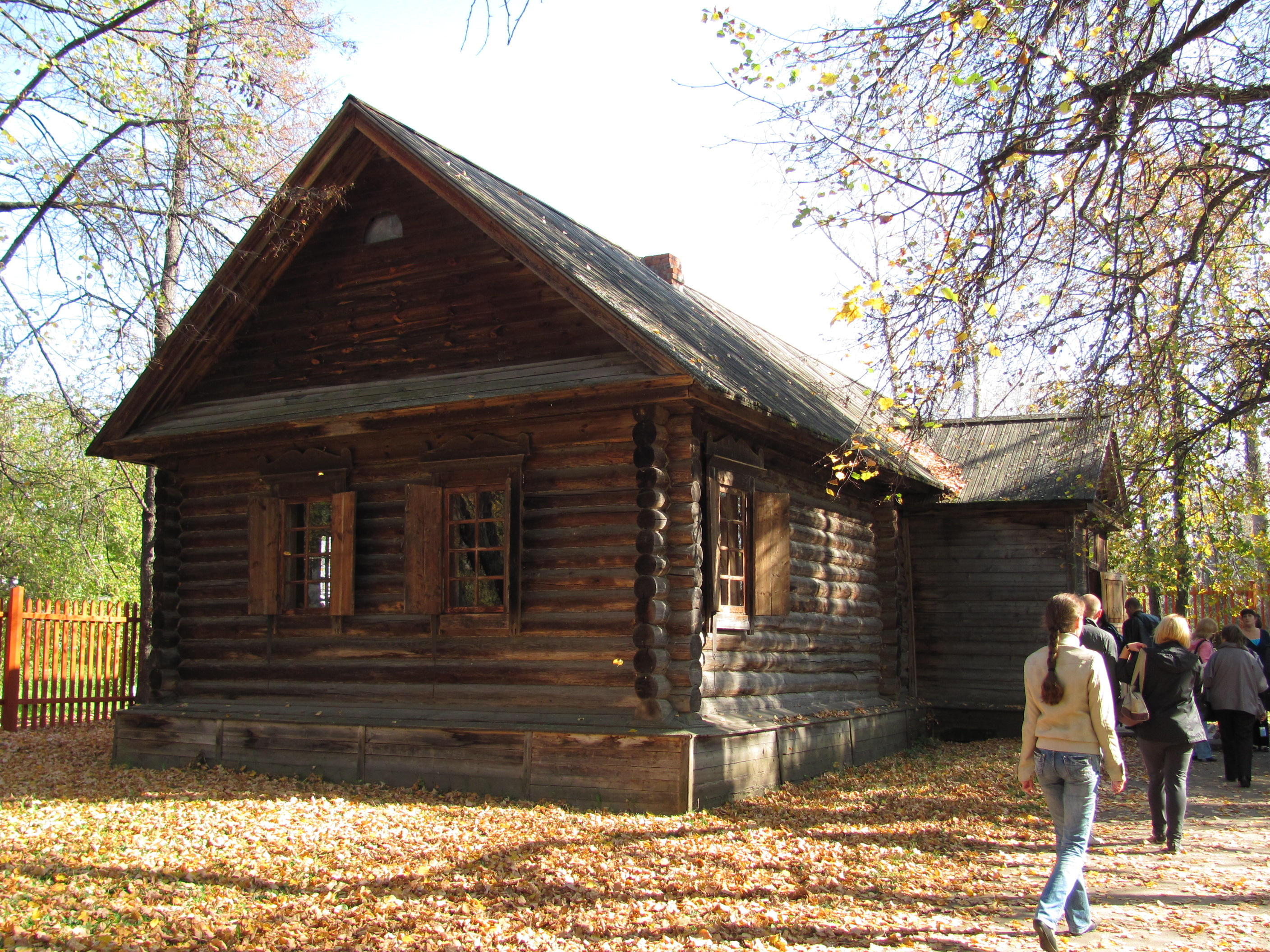
Вотчинная контора в Болдино

Здание вотчинной конторы находится напротив барского дома в бревенчатом флигеле, на противоположном берегу верхнего пруда усадьбы.
К конторе господского дома через пруд перекинут живописный «Горбатый мостик».
Во времена Пушкина контора предназначалась для сбора вотчинного оброка с крепостных крестьян, ведения хозяйственных и экономических дел по управлению имением, а также судопроизводства над провинившимися крепостными.
Одна из комнат посвящена функциональному предназначению конторы, а в другой воссоздана обстановка, в которой жил поэт во время последнего визита в Болдино в 1834 году.
Здесь более простая, чем в господском доме, мебель: белёная печь в углу, большой диван, стол, секретер, сундук с домотканым полотном.

### Усадебный двор и парк

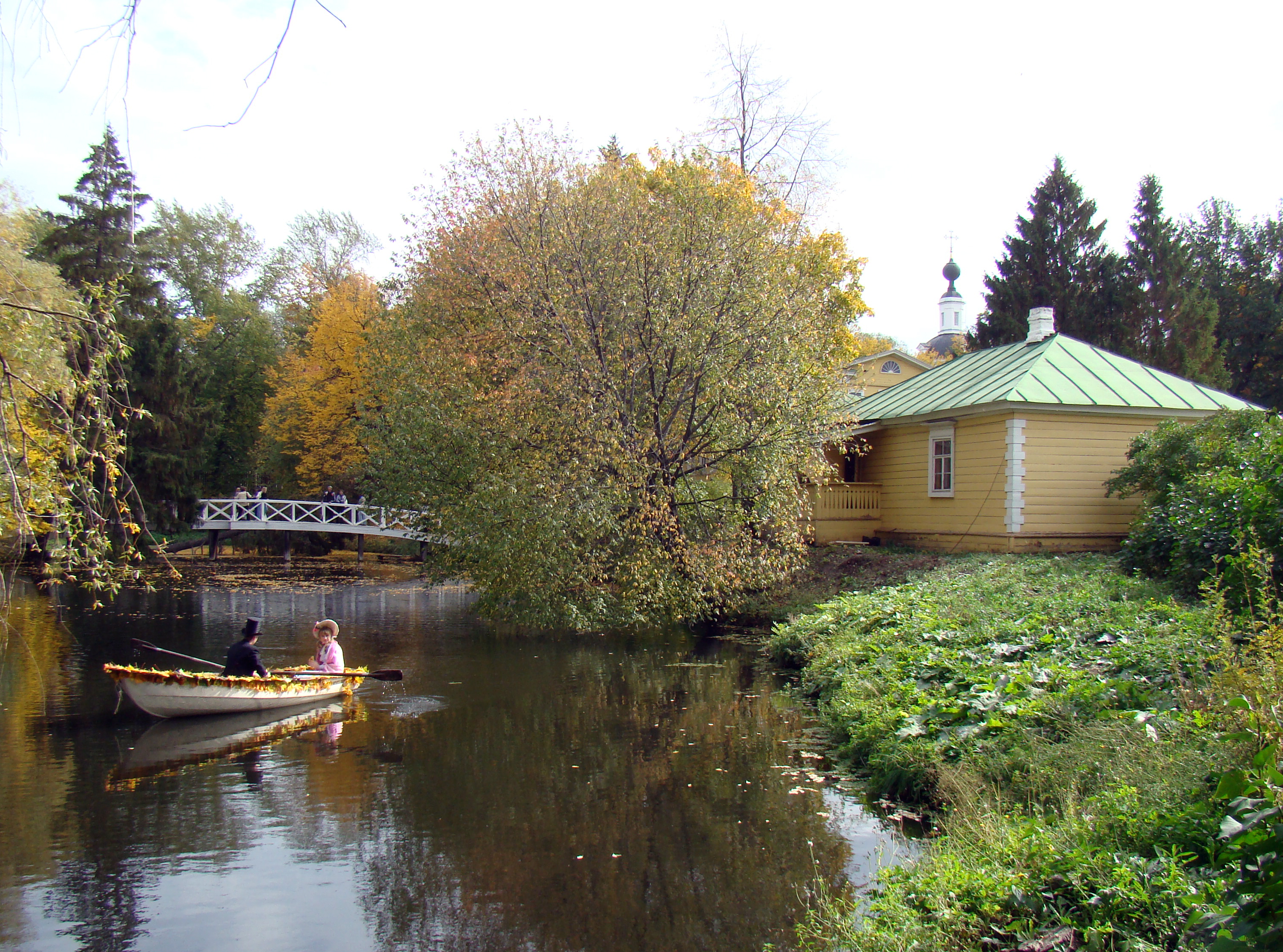
Верхний пруд усадьбы. Горбатый мостик

Подлинные строения усадебного двора не сохранились до наших дней, но были воссозданы на основе сохранившихся документов и раскопок на тех же местах, что и раньше.
Постройки двора включают людскую (жилое помещение для прислуги), кухню, баню, конюшню и амбары.
На территории парка также расположены две беседки: «Беседка сказок» на берегу нижнего пруда усадьбы и «шатёр» — деревянный навес на столбах.
Среди деревьев усадебного парка есть современники поэта. Возраст древней ивы на берегу верхнего пруда, сломленной ударом молнии и оттого опустившей часть ствола в воду, предположительно составляет 230 лет. Рядом расположены несколько древних дубов.
Напротив парадного крыльца барского дома — лиственница, по преданию, посаженная поэтом.
Кроме того, вв окрестностях Болдина находится Роща Лучинник, которая, по преданию, была любимым местом прогулок поэта.

### Попов порядок

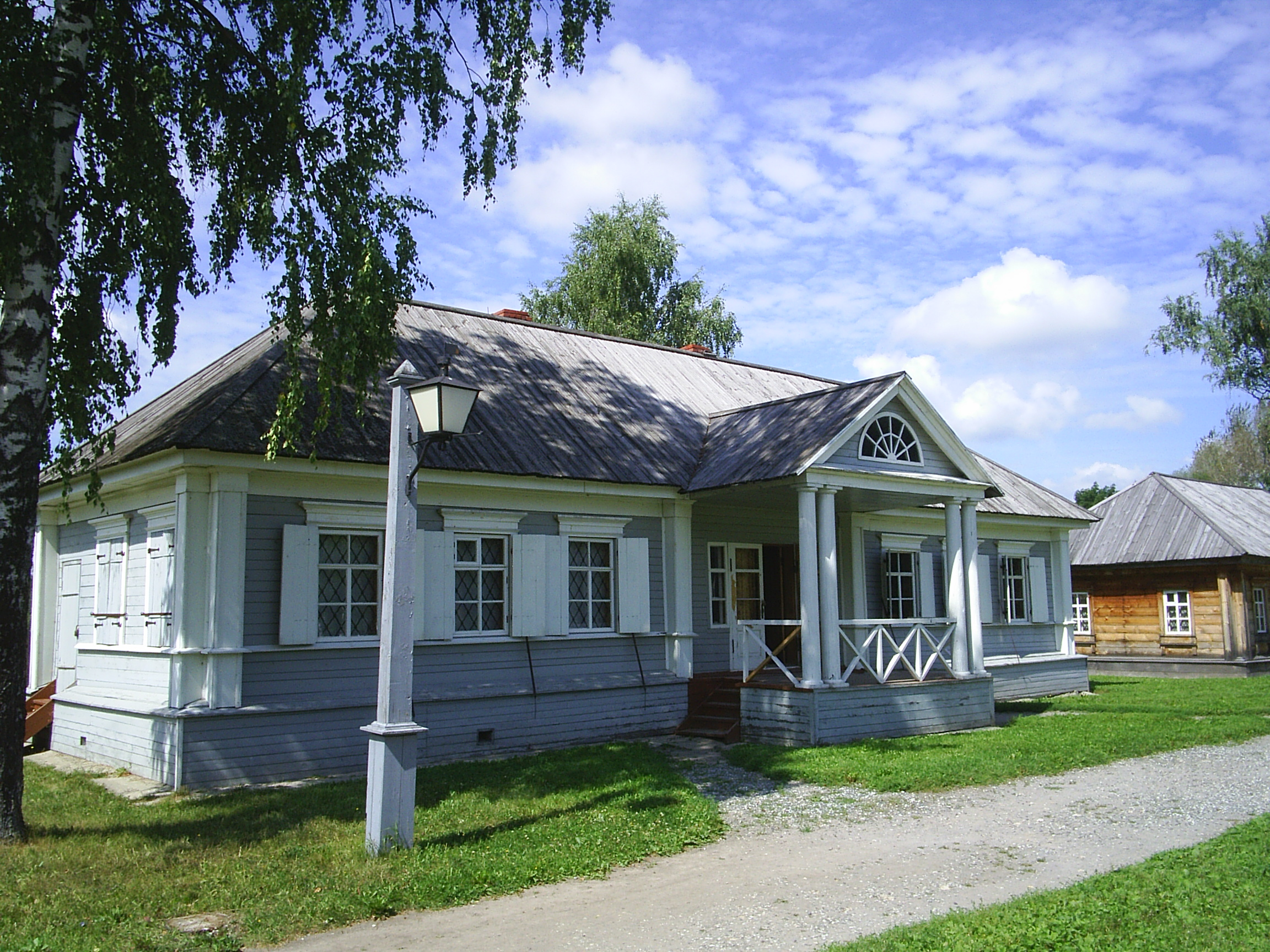
«Попов порядок»

Рядом с усадьбой, в нескольких шагах от барского дома, находится ряд домов, называемый «Попов порядок».
Это историческое место жительства болдинских служителей церкви, поскольку улочка находится прямо напротив Успенского храма.
По заявлениям старожилов, ранее в одном из домов был усадебный флигель, впоследствии подаренный племянником поэта болдинскому священнику.
Кроме того, есть версия, что на внутренней стене дома были надписи, сделанные самим Пушкиным.
Однако проверить это невозможно, поскольку весь «Попов порядок» сгорел во время разрушительного пожара 1920 года, когда чудом уцелело само здание болдинской усадьбы.
Современные постройки «Попова порядка» были восстановлены в 1990-е годы XX века по сохранившимся фотографиям. В настоящее время здесь находится экспозиция, посвящённая пушкинским сказкам.

### Филиалы

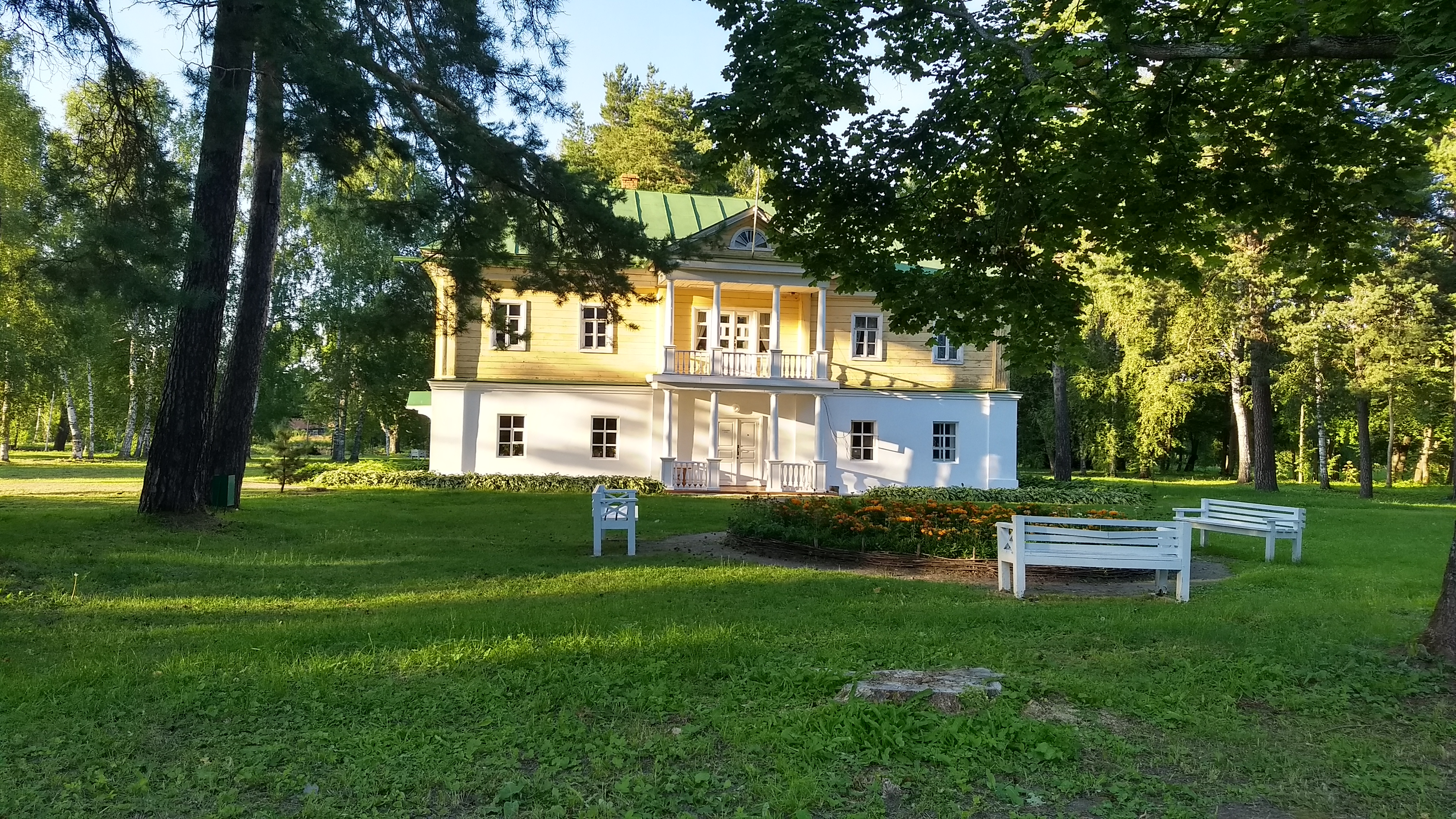
Львовка. Усадебный дом.

Музей литературных героев «Повестей Белкина», открытый в барском доме усадьбы Львовка в одноименном селе 
Большеболлдинского района.
Нижегородский филиал музея расположился на площади Минина, 5, в бывших гостиничных номерах купца Деулина, где поэт останавливался 2-3 сентября 1833 года. В малом зале организована постоянная экспозиция «Пушкин в Нижнем Новгороде», включающая материалы об облике города пушкинской поры. Во втором зале организована «Пушкинская гостиная», проводятся вечера «Каким мы видим Пушкина сегодня?», детские мастер-классы.
Филиал открыт 6 июня 2009 года.
У здания музея-заповедника в Большом Болдине в 1979 году установили памятник Александру Сергеевичу Пушкину. Его автор — Олег Комов, народный художник СССР. Поэт запечатлён в момент творческих размышлений, сидящим на скамейке у барского дома.

## Сопутствующие достопримечательности

### Храмы

#### Церковь Успения Божией Матери

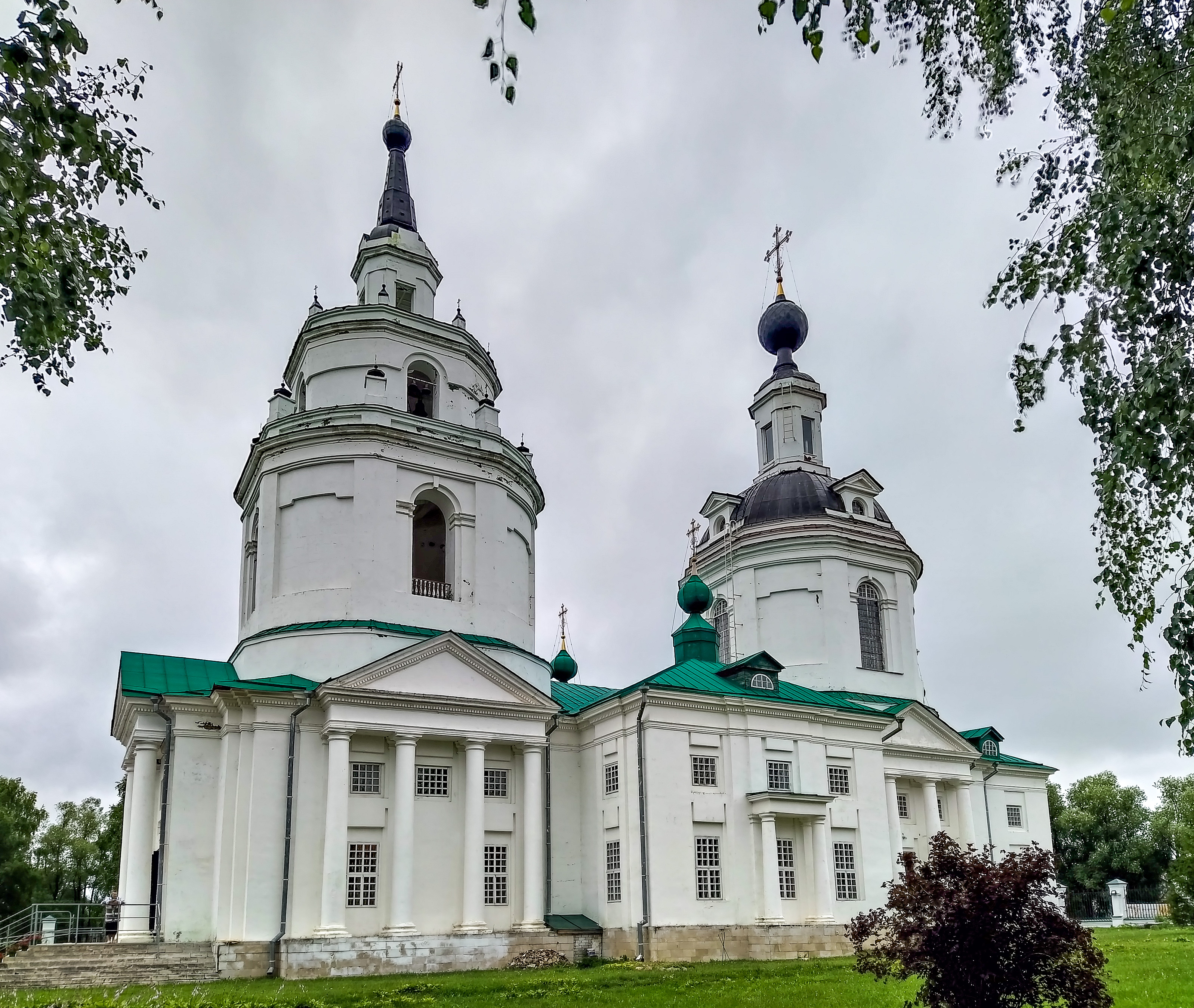
Церковь Успения в Болдино

В центре Большого Болдина, напротив музея-заповедника и барского дома, находится большая белая каменная церковь Успения Божией Матери, являющаяся архитектурной доминантой села. Трёхпрестольная церковь была построена дедом А. С. Пушкина, Львом Александровичем, и освящена в 1791 году. Она пришла на смену деревянной церкви того же посвящения, которая в 1787 году сгорела в пожаре. 
В советские годы церковь была закрыта и частично разрушена (разобраны колокольня и главка), помещение церкви было передано в ведение райисполкома и использовалось для различных хозяйственных нужд: как столовая, электростанция, библиотека.
К юбилею празднования 200-летия со для рождения Пушкина Успенский храм был полностью восстановлен: 6 июня 1999 года митрополит Нижегородский и Арзамасский Николай (Кутепов) освятил придел Архангела Михаила. В настоящее время в Успенской церкви проводятся регулярные богослужения.

#### Часовня Михаила Архангела

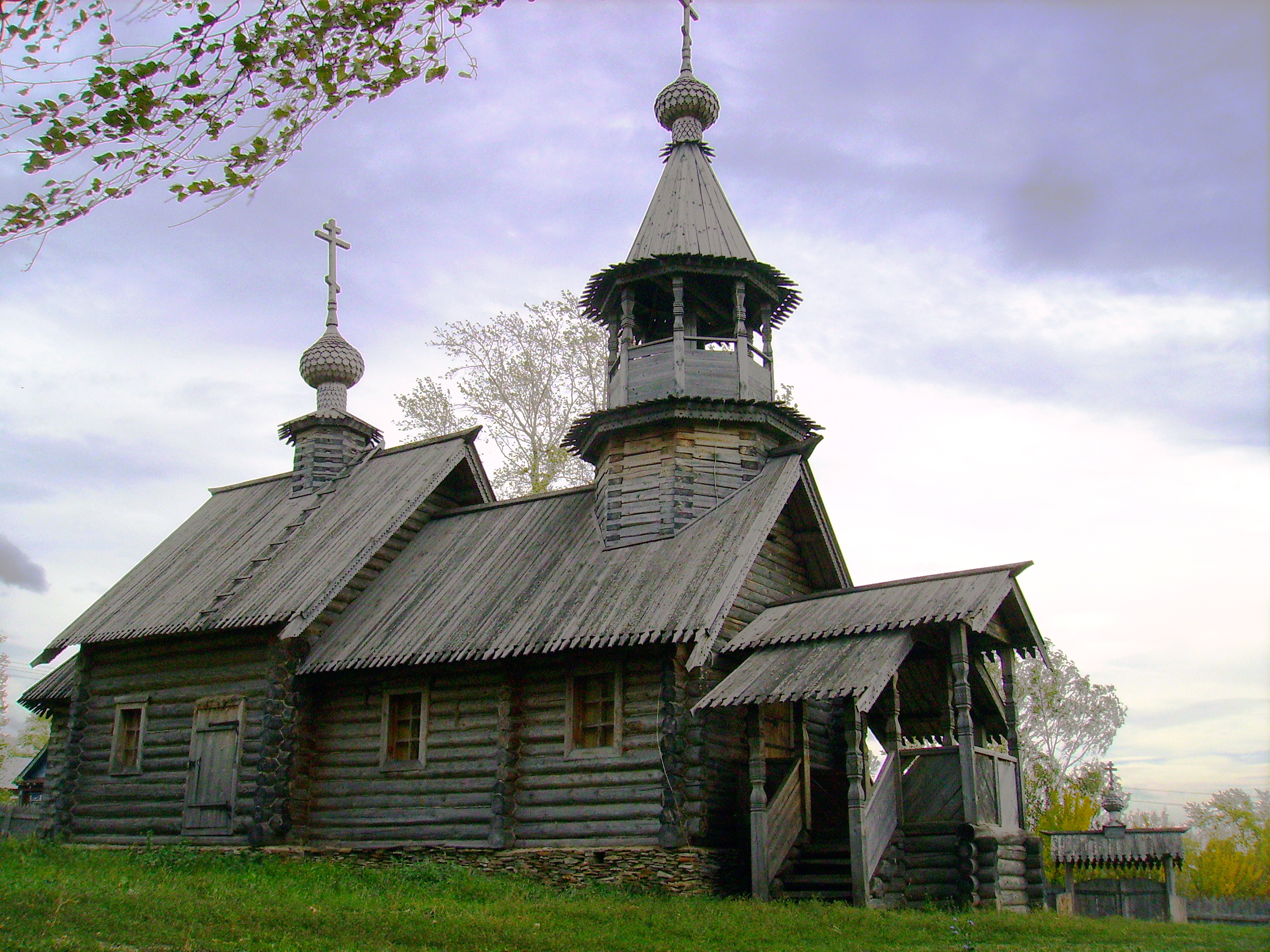
Часовня Михаила Архангела

Кроме церкви Успения, в Болдино уже в первой трети XVII века имелась вторая церковь: во имя Архангела Михаила, также деревянная. Упоминание о ней можно найти в списке с писцовой книги 1621 года. В XIX веке на месте этой церкви стояла часовня, которая не сохранилась до наших дней, но была восстановлена в 1999 году на прежнем месте. Вновь возведённая часовня представляет собой деревянную одноглавую клетскую постройку с гранёным алтарным прирубом и небольшой трапезной, над которой надстроена шатровая колокольня.

## Памятники

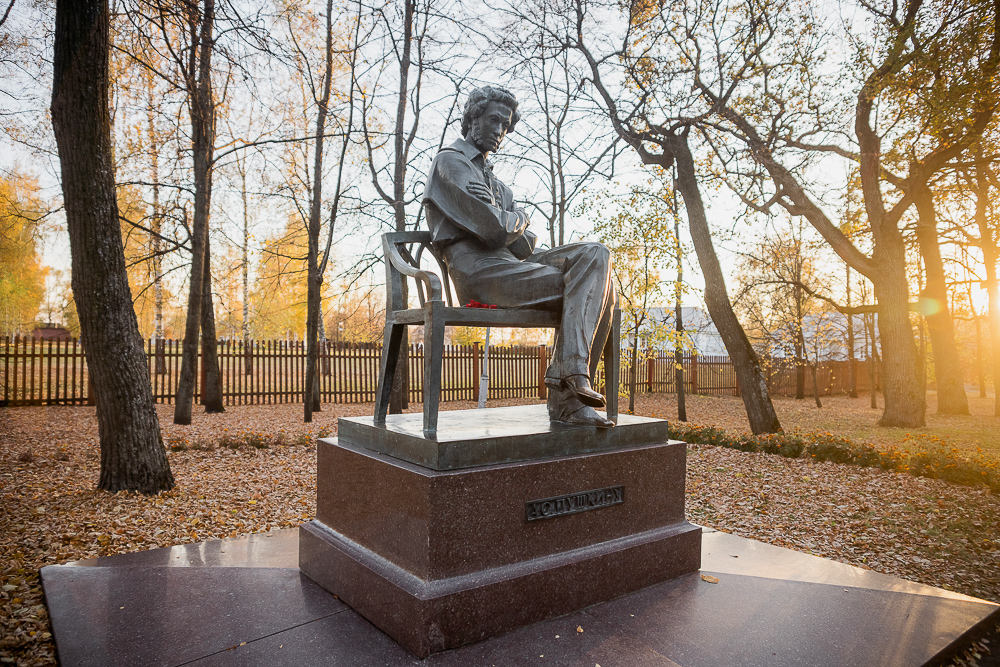
Памятник А. С. Пушкину, открытый в 1979 году. Скульптор О. К. Комов

В Большом Болдино имеется три памятника А. С. Пушкину.
Первый, более известный, находится у здания музея-заповедника. А. С. Пушкин
запечатлён в момент творческих размышлений, одетым в лёгкую рубашку, в простой по-домашнему позе, сидящим на скамейке у барского дома. Поэт словно вышел из дверей усадьбы и сел на садовую скамью, уйдя в себя.
И. Л. Андроников, известный литературовед, так отозвался об этом памятнике: «Это великолепно по образу, по пластике, по настроению, которое внушает он, по той тишине, которую устанавливает вокруг себя».
Автор памятника — скульптор О. К. Комов, архитектор — супруга скульптора Нина Ивановна Комова. Установлен в 1979 году.
Второй, менее известный памятник работы С. Д. Меркурова, находится в стороне от усадьбы. Пушкин изображён в полный рост, в движении, со слегка опущенной головой и сцепленными за спиной руками, идущим в раздумьях.
Памятник открыт 10 февраля 1941 года.
В 2009 году, к 60-летию музея-заповедника, в Болдино был открыт новый памятник поэту и его няне Арине Родионовне.
Инициатором установки памятника стал писатель-сатирик, драматург, член Союза писателей России Михаил Задорнов. По словам Задорнова, идею поставить памятник в Болдино подал его коллега Лион Измайлов, так как именно в Болдино Пушкиным было написано большинство сказок.

## Современность

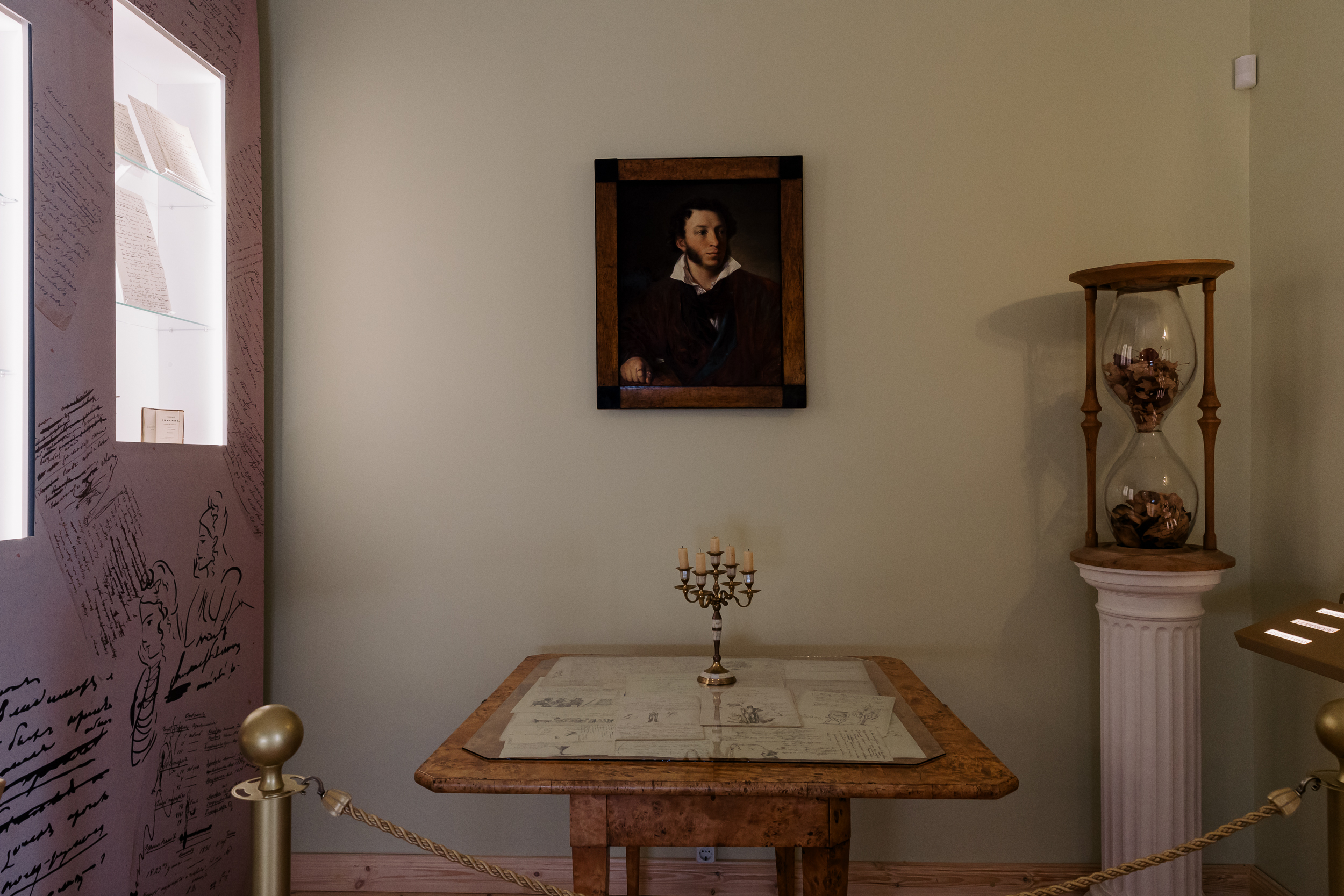
Экспозиция музея-заповедника А. С. Пушкина «Болдино»

Музей-заповедник ведёт активную научную, издательскую, выставочную, экскурсионную и просветительскую работу. 
В 2017 году у музея-заповедника А. С. Пушкина «Болдино» обновили фирменный визуальный стиль. В стилистической основе — позиционирование Болдина как места особого вдохновения поэта. Базовым элементом стало золотое перо. Фирменный стиль был доработан ещё и в 2024 году.
К 225-летию со дня рождения А. С. Пушкина музей-заповедник «Болдино» был включен в общероссийскую программу реставрации и реэкспозиции мемориальных пушкинских музеев и музеев-заповедников Российской Федерации.

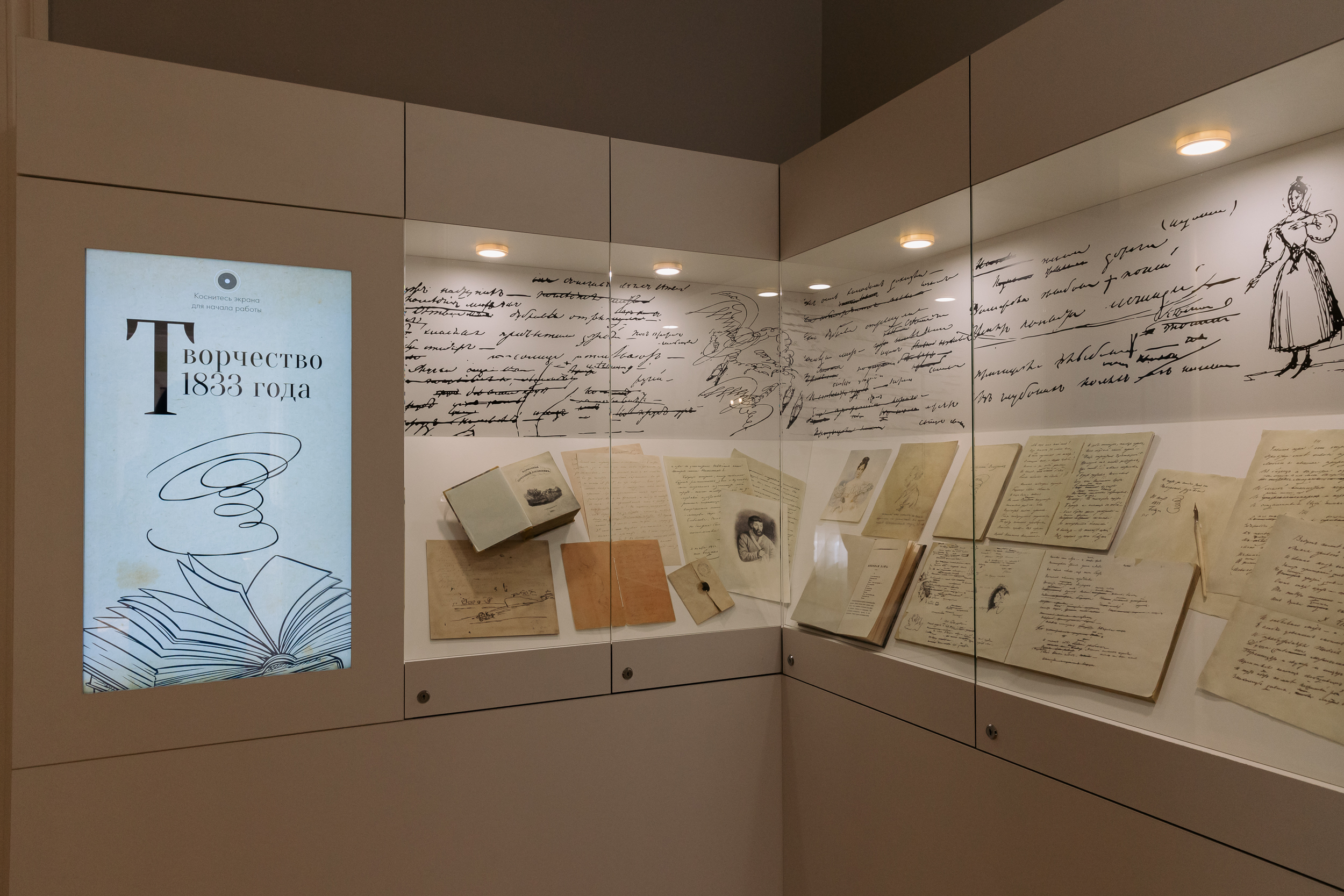
Литературно-тематический раздел музея, посвящённый болдинскому творчеству Пушкина 1833 года

После двухлетней реставрации и реэкспозиции объекты литературно-мемориального музея-заповедника А. С. Пушкина «Болдино» открылись для посещения летом 2024 года. Обновления коснулись трёх территорий общей площадью почти 52 гектара. Главной целью реставрации исторических объектов стало воссоздание элементов пушкинской эпохи, замена исторических несоответствий, которые стали наследием более ранних реставраций. 

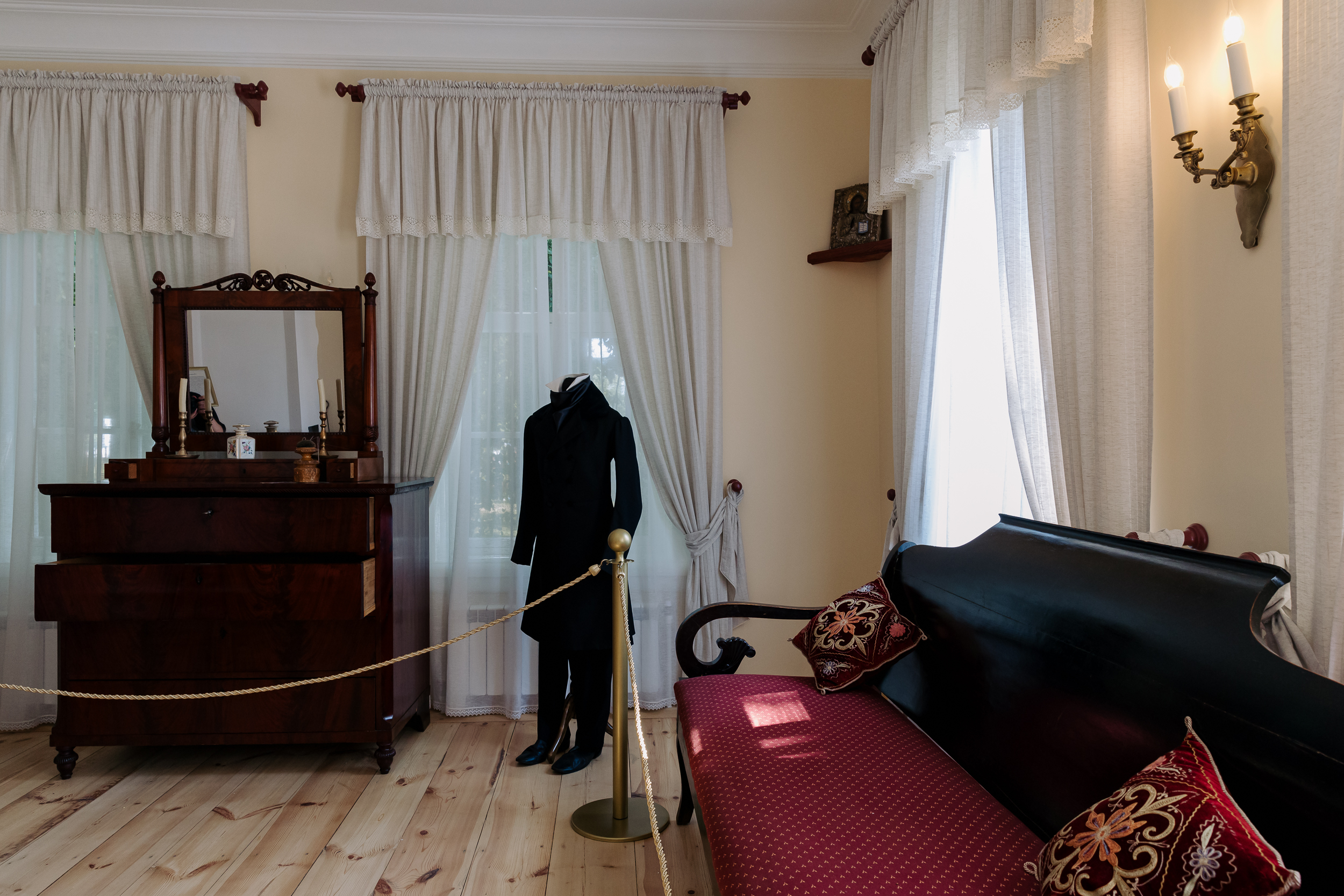
Камердинерская в Господском доме усадьбы в Большом Болдине

Обновили господский дом в Большом Болдине и барский дом во Львовке, создали современные экспозиции с интерактивными и мультимедийными элементами, отремонтировали крепостную контору, господскую кухню, баньку, мостики, дорожки, освещение, благоустроили парк.
Обновлённый музей открыли в день 225-летия Александра Сергеевича Пушкина ярким концертом «Отражения» с участием российских звёзд. Кроме того, летом 2024 года здесь прошёл Международный фестиваль искусств «Пушкин без границ», включивший десятки театральных перформансов, спектаклей-променадов и выступлений творческих коллективов.

### Культурные мероприятия

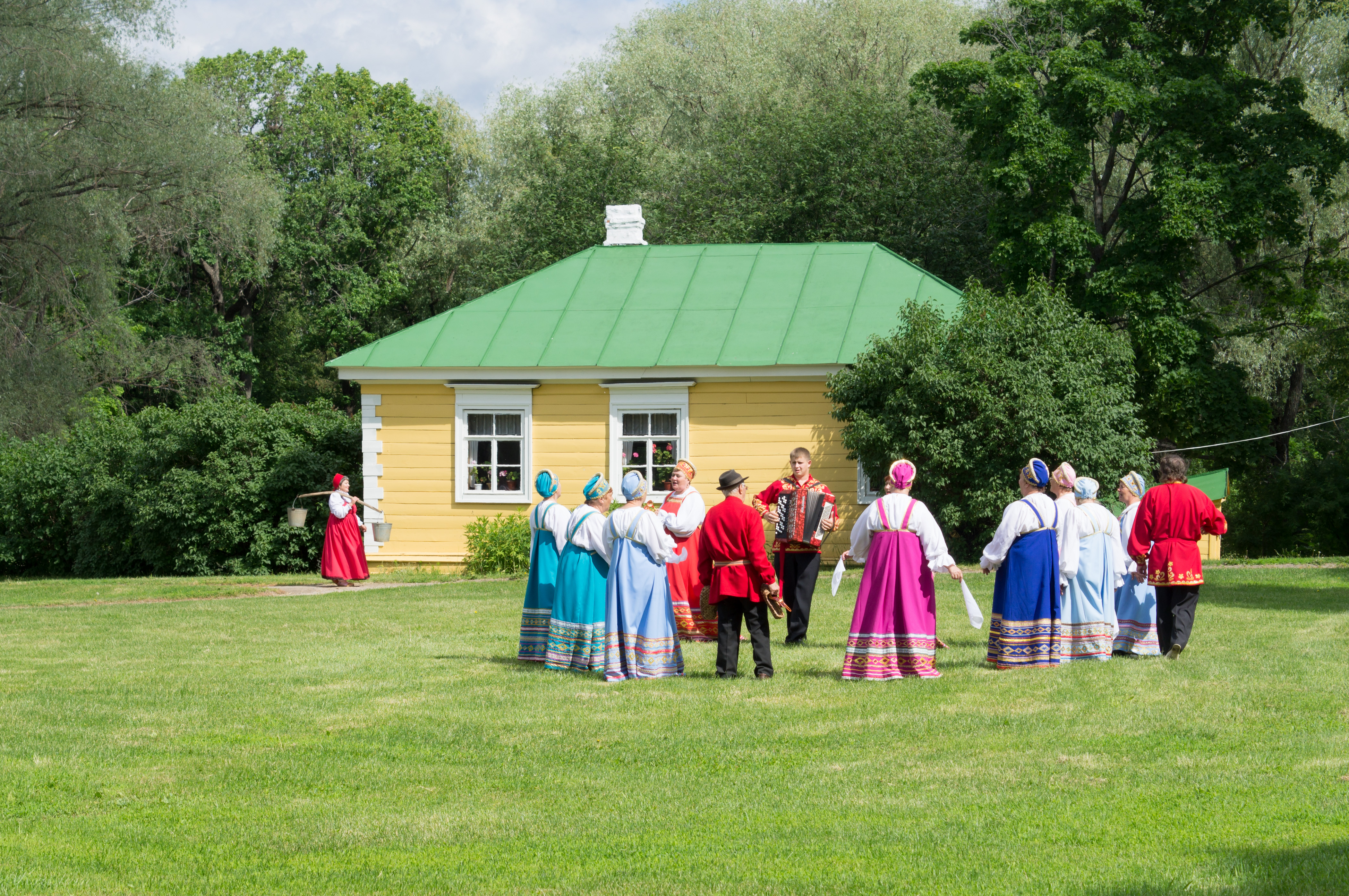
На Пушкинском празднике поэзии

#### Всероссийский Пушкинский праздник поэзии
В Большом Болдино ежегодно проводятся торжества, приуроченные к дню рождения А. С. Пушкина. Праздник отмечают с 1976 года, в ближайшие к 6 июня выходные дни. Традиционно на него съезжаются гости со всей страны: участие в фестивале принимают заслуженные деятели культуры и искусства, писатели и поэты из многих регионов.
В программе праздника церемония вручения литературных премий «Болдинская осень», чтение стихов.

#### «Болдинские чтения»
Ежегодно осенью в Большом Болдино проводится международная научная конференция «Болдинские чтения», посвящённая исследованию творчества поэта.
Научный форум основан в 60-х годах XX века и сочетает принципы научной конференции и симпозиума. Мероприятие собирает цвет отечественной и зарубежной пушкинистики и активным образом включает в свой состав начинающих учёных. В 2005 году социокультурный проект «Болдинские чтения» был удостоен премии города Нижний Новгород.
Организаторами мероприятия являются Министерство культуры Нижегородской области, государственный литературно-мемориальный и природный музей-заповедник А. С. Пушкина «Болдино» и кафедра русской литературы Нижегородского государственного университета им. Н. И. Лобачевского.

## Награды
В 2024 году Музей-заповедник «Болдино» стал лауреатом номинации «Городская среда» XIII премии «Сделано в России» от издания «Сноб». Церемония награждения состоялась в Москве 9 декабря 2024 года. Наградой отмечают самые значимые российские проекты — от искусства и технологий до гастрономии и развития инфраструктуры. В номинации «Городская среда» были представлены городские сервисы, общественные и культурные пространства, формирующие комфортную среду.